# Кест

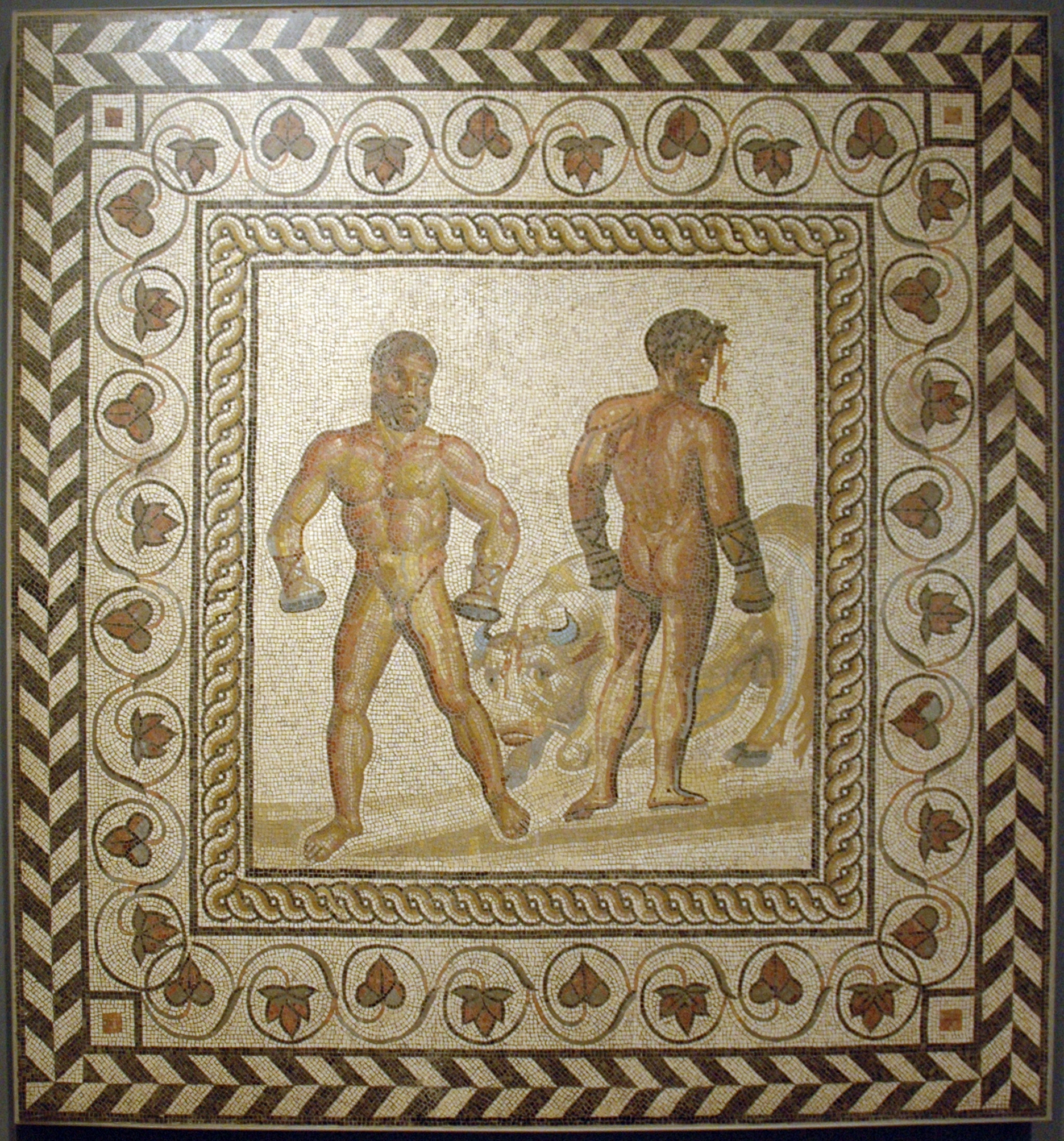
Герої «Енеїди» Ентелл і Дарет у кестах. Мозаїка з віли у Вільлорі, бл. 175 р. н. е.

Кест, цест, ке́стус, це́стус (лат. cestus, caestus) — антична бойова рукавиця, яку надівали на руки учасники кулачного бою або панкратіону. На відміну від сучасних боксерських рукавиць, кест складався з окремих шкіряних смуг. Латинське cestus, caestus походить від дієслова caedere («завдавати удар», «бити», «ударяти», «розбивати», «вбивати»), тобто буквально — «бійчик», «боєць», «ударник». Омонімом є інше латинське слово cestus, яке означає «підв'язка», «пояс» і походить від грец. κεστός.

## У Стародавній Греції

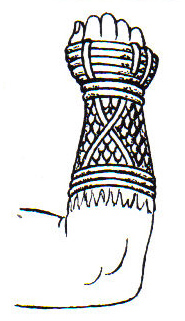
Сучасний малюнок кеста

У стародавніх греків кест був відомий під назвою «гімас» або «мейліхе» (грец. ίμάς, μειλίχη). Він являв собою довгий ремінь з сирої м'якої шкіри, яким обв'язували руку від ліктя до верхніх фаланг пальців. Згадки про такі ремені зустрічаються вже в «Іліаді». Пізніше (з 400 р. до н. е.) до ужитку входить рукавиця, призначена для завдавання важких ударів — «мірмекс» або «сфайра» (μύρμηξ, букв. — «мураха», σφαίρα, букв. — «кулька»). Її складовою було овальне кільцеподібне потовшення проти згину долоні: або з кількох шарів ременя або з металевої накладки. Надалі мірмекси та сфайри споряджалися металевими набійками та вузлами, потовшення укладали вже у готовому вигляді на згин долоні.

## У Стародавньому Римі
Давньоримські кести були аналогічні грецьким, також складалися з окремих ременів, намотуваних на руку. Відоме їхнє застосовування боксерами-гладіаторами: цей тип гладіаторів так і звався «кести» («бійці», «ударники»). Удар руки у кесті, посиленому металевими накладками, завдавав серйозних пошкоджень, роблячи це видовище не менш кривавим і жорстоким, ніж інші види гладіаторських боїв.
Широко відоме зображення кестів на елліністичній скульптурі «Квірінальський кулачний боєць», знайденої у Римі.

## Див. також

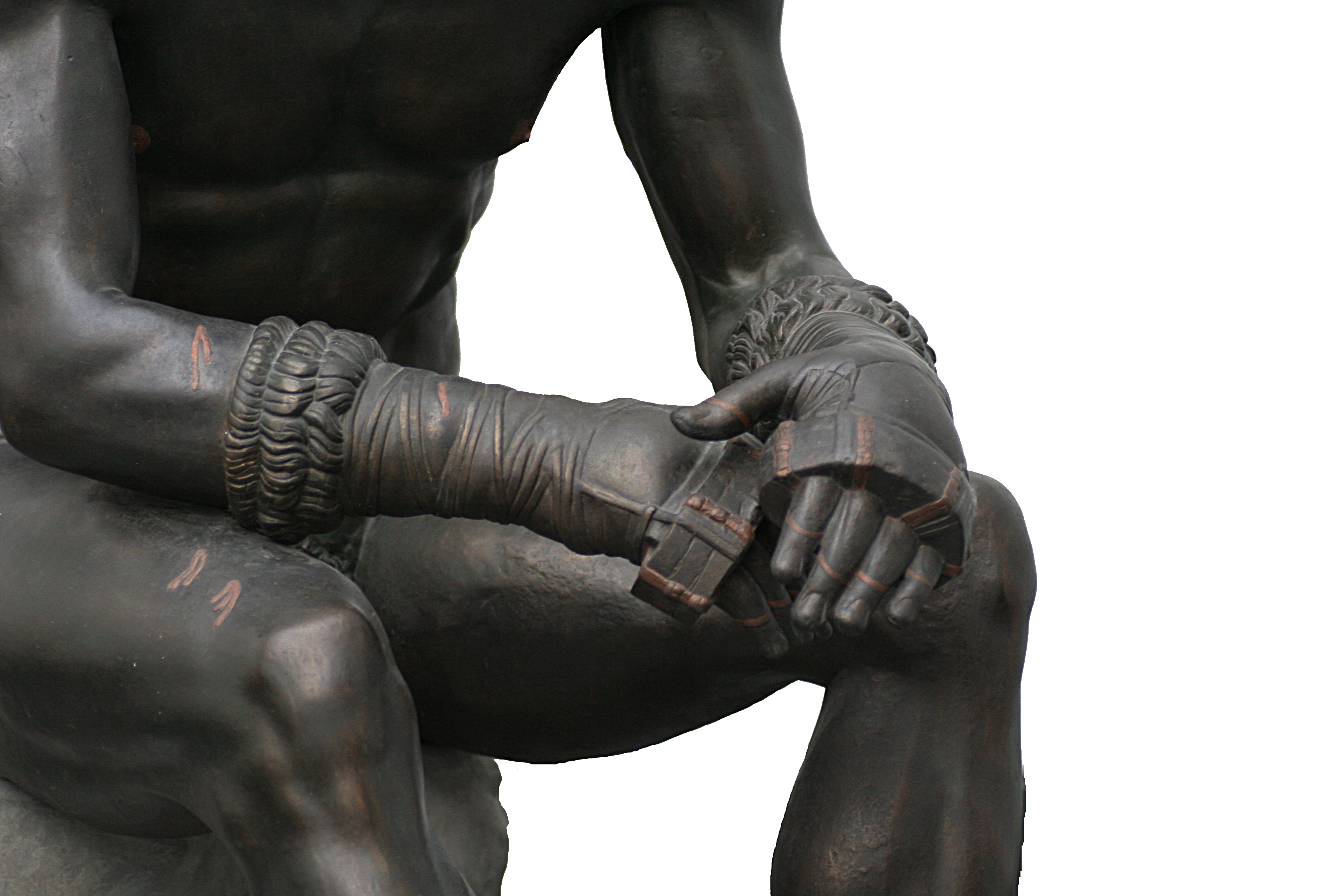
Кести на руках «Квірінальського кулачного бійця»